# AHWI Maschinenbau
Die PRINOTH GmbH (früher AHWI Maschinenbau GmbH) ist ein mittelständisches Maschinenbauunternehmen mit Sitz in Herdwangen, Teilort der Gemeinde Herdwangen-Schönach, Baden-Württemberg. Die Prinoth GmbH entwickelt und vertreibt Maschinen für die Forst- und Landwirtschaft sowie für die Pflege von Ökosystemen.

## Geschichte
Im Jahr 1990 gründete Artur Willibald mit seinem Bruder Hubert die AHWI Maschinenbau GmbH. Gegenstand des Unternehmens ist die Entwicklung und Herstellung von Maschinen zur Rodung und Rekultivierung sowie Sondermaschinen im Bereich der Umwelttechnik und Recycling organischer und mineralischer Stoffe. Ende 1996 expandierte das Unternehmen und verlegte den Firmensitz aus einem Dorf bei Salem in das Gewerbegebiet Branden nach Herdwangen im Landkreis Sigmaringen. Dazu kam ein neues Verwaltungs- und Produktionsgebäude. Artur Willibald übernahm die alleinige Geschäftsführung.
Zwischen den Jahren 2000 und 2008 wurden die Produktionsgebäude erweitert, Fertigungs- und Montagehalle getrennt, es entstand eine neue Halle für die Stahlbaufertigung. Hinzu kamen eine eigene Konstruktionsabteilung, die Logistikhalle, sowie weitere Büroräume.
Der Start in den Markt der Forstmaschinen gelang im Gründungsjahr mit einer Mulchfräse mit feststehenden Werkzeugen. Ein daraus resultierendes, patentiertes Rotor- und Werkzeugkonzept machte AHWI zunächst zum Führer in der Forsttechnik. Das System fand daraufhin auch Verwendung in Rodungs- und Stockfräsen in der Anbaugeräte-Linie der AHWI. Bereits 1994 entwickelte die Firma den ersten Raupentraktor. Seit 1997 wird dieser serienmäßig als geländegängiger und leistungsfähiger Traktor hergestellt. Heute verfügt die Prinoth GmbH über ein umfassendes Trägerfahrzeugprogramm.
Neben der Entwicklung von Maschinen für die Forstwirtschaft entwickelte AHWI ab 2000 ein Minenräumgerät, den MinenWolf, welcher seit 2004 serienmäßig gefertigt wird und bis dato über 18 Millionen Quadratmeter vermintes Gelände geräumt hat. Für dieses Gerät erhielt AHWI im November 2008 den Dr.-Rudolf-Eberle-Preis, den Innovationspreis des Landes Baden-Württemberg. Der MinenWolf ist u. a. in Jordanien, Bosnien, Kroatien oder Ruanda im Einsatz. Die Produktion und die Vermarktung des Minenräumers wurde 2006 in die Minewolf Systems AG mit Sitz im schweizerischen Pfäffikon ausgegliedert.
Frühzeitig wurde auch erkannt, dass Biomasse als nachwachsende Energiequelle zunehmend an Bedeutung gewinnen wird und AHWI erweiterte das Produktportfolio um zwei Trommelhackermodule. Eine Prozessinnovation in diesem Bereich stellt der Biomasse-Harvester H600 dar. Mit dieser Maschine war erstmals die Ernte und Zerkleinerung von Biomasse in einem Arbeitsgang möglich. Die ersten Maschinen laufen in Namibia und ernten Biomasse zur Verbrennung in einem Zementwerk.
2011 entschied man sich zu einer strategischen Mehrheitsbeteiligung der Südtiroler Firma Prinoth.  Der Geschäftsbereich Vegetation Management führt die RAPTOR-Flotte unter dem einheitlichen Firmennamen Prinoth, während für die Anbaufahrzeuge die Marke AHWI bestehen bleibt.
2013 wurde der RAPTOR 800 mit 640 PS vorgestellt.  2016 wurde die AHWI mit dem Verkauf der restlichen Anteile vollständig in die PRINOTH Gruppe integriert.
2018 wurde die Prinoth GmbH als ehrenamtsfreundlicher Arbeitgeber vom Innenministerium Baden-Württemberg ausgezeichnet.

## Kooperationen und Tochtergesellschaften
- 1996: Erste Exportaufträge aus den USA, Importeur Fecon
- 1997: Lizenzvertrag mit Fecon über Anbaugeräte
- 2006: Gründung der AHWI Australia, Beteiligung mit 10 %
- 2008: Verkauf der Technologie zur Mechanischen Minenräumung an MineWolfSystems
- 2009: Beteiligung Dr. Purschke, fortan kaufmännischer Geschäftsführer und wesentlicher Impulsgeber für nachhaltiges Wachstum im Bereich erneuerbarer Energien.
- 2010: Gründung der AHWI Vostock als 100-%-Tochter in St. Petersburg zur besseren Bearbeitung des russischen Marktes
- 2011: Strategische Beteiligung von Prinoth mit 51 % an der AHWI Maschinenbau GmbH
- 2013: Trägerfahrzeuge werden künftig unter Prinoth vermarktet, Anbaugeräte weiter unter AHWI
- 2016: Vollständige Eingliederung in die Prinoth-Gruppe und Umfirmierung in PRINOTH GmbH

## Produkte
Das Unternehmen stellt hydraulische und mechanische Mulcher, Trägerfahrzeuge, Anbaugeräte zur Rekultivierung und Pflege von Vegetationsflächen und Systeme zur Ernte und Herstellung von Holzbiomasse her.